# تشانس بيتمان
تشانس بيتمان (بالإنجليزية: Chance Bateman)‏ هو لاعب كرة قدم أسترالية أسترالي، ولد في 21 يونيو 1981 في برث في أستراليا.

## وصلات خارجية
- تشانس بيتمان على موقع AustralianFootball.com (الإنجليزية)
- تشانس بيتمان على موقع AFLtables.com (الإنجليزية)